# Liparetrus distans
Liparetrus distans är en skalbaggsart som beskrevs av Blackburn 1905. Liparetrus distans ingår i släktet Liparetrus och familjen Melolonthidae. Inga underarter finns listade i Catalogue of Life.